# ناثان إنغهام
ناثان إنغهام هو لاعب كرة قدم كندي في مركز حراسة المرمى، ولد في 27 يونيو 1993 في نيوماركت في كندا. لعب مع Toronto FC II ‏.

## وصلات خارجية
- ناثان إنغهام على موقع قاعدة بيانات كرة القدم.إي يو (الإنجليزية)
- ناثان إنغهام على موقع Soccerway.com (الإنجليزية)